# تملي معاك
تملي معاك أغنية ذات شهرة عالمية للمغني المصري عمرو دياب. والأغنية من كلمات أحمد علي موسى وتلحين شريف تاج وتوزيع الأغنية الأساسية طارق مدكور.
الأغنية وردت في ألبوم دياب الذي يحمل ذات الاسم. والإغنية لاقت رواجا عربيا ودوليا، حيث استعمل اللحن العديد من المغنين والمغنيات وأدوها بلغات عديد.

## نسخ بلغات مختلفة
- باللغة الإنكليزية: "بريتي ماي بريتي (Pretty My Pretty) من أداء أفرام روسو (Avraam Russo)
- بالغة الألبانية: أداء غازي (Gazi)
- باللغة الأرمنية: «فونتس هيرانام» (Vonc Heranam) من أداء أولغا أيفازيان (Olga Ayvazyan)
- باللغة الإسبانية: «تي كييرو أ تي» (Te Quiero a Ti) من أداء أنطونيو كارمونا (Antonio Carmona)
- باللغة الإسبانية: "تي فوي أ ديجار (Te Voy a Dejar) من أداء أندريا دل فالي بيلا (Andrea Del Valle Bela)
- باللغة البلغارية: «سكيتام سي آز» (Skitam Se Az) من أداء إيفانا (Ivana)
- باللغة التركية: "غونول ياراسى (Gönül Yarası) من أداء إرهان غوليريوز (Erhan Guleryuz)
- باللغة الروسية: «داليكو داليكو» (Daleko Daleko) من أداء أفرام روسو (Avraam Russo)
- باللغة العبرية: من أداء الثنائي داتز (Duo Datz)
- باللغة الهندية: «كاهو نا كاهو» (Kaho Na Kaho) من أداء أمير جمال (Amir Jamal)
- باللغة اليونانية: «غيا بروتي فورا» (Gia Proti Fora) من أداء ليفتيريس بانتازيس (Lefteris Pantazis)

## أفلام
- استعملت الأغنية في فيلم «مردر» (Murder) الهندي بالنسخة الهندية أداء أمير جمال
- كما استعملت في عام 2009 في فيلم «كوكو» (Coco) الفرنسي

## وصلات خارجية
- فيديو كليب أغنية "تملي معاك على يوتيوب